# Gustave Danneels
Pour les articles homonymes, voir Danneels.
Gustave Danneels, né le 6 septembre 1913 à Loos (Nord) et mort le 13 avril 1976 à Knokke (Flandre-Occidentale), est un coureur cycliste belge des années 1930-40. 

## Biographie
Il remporte à trois reprises le titre de Champion de Belgique sur route, en catégorie débutants en 1931 puis en catégorie indépendant en 1933 et pour finir chez les  professionnels en 1935.
Professionnel de 1934 à 1943, il s'impose notamment à trois reprises sur Paris-Tours, ce qui lui valut le surnom de « Monsieur Paris-Tours ».
En 1936, en gagnant son deuxième Paris-Tours à 41,455 km/h de moyenne, il devient le premier détenteur du Ruban jaune, distinction nouvellement créée par Henri Desgrange pour distinguer le coureur ayant établi le record de vitesse sur une course de plus de 200 km. Ce record est battu par Jules Rossi en 1938 sur Paris-Tours également.

Lors du Tour de France 1937, il remporte le deuxième secteur de la 11e étape, un contre-la-montre de 65 kilomètres entre Toulon et Marseille.  
C'est l'oncle de Guido et Wilfried Reybrouck, tous deux coureurs cyclistes.

## Palmarès
- 1931
  -  Champion de Belgique sur route débutants
- 1933
  -  Champion de Belgique sur route indépendants
- 1934
  - Paris-Tours
  - Grand Prix de l'Europe
  -  Médaillé de bronze au championnat du monde sur route
- 1935
  -  Champion de Belgique sur route
  - 2e étape du Tour de Belgique
  -  Médaillé de bronze au championnat du monde sur route
  - 3e de Paris-Vichy
- 1936
  - Paris-Tours
  - 3e et 6e étapes de Paris-Nice
  - Prix du Salon (avec Jean Aerts)
- 1937
  - 11eb étape du Tour de France
  - Paris-Tours
  - 6e de Paris-Roubaix
- 1938
  - 4e et 5e étapes du Tour du Sud-Ouest
- 1943
  - Prix Dupré-Lapize (avec Albert Billiet)
  - Prix Hourlier-Comès (avec Albert Billiet)
  - 5e de Paris-Tours

## Résultats sur le Tour de France
3 participations
- 1935 : abandon (7e étape)
- 1936 : abandon (7e étape)
- 1937 : non-partant (17ea étape), vainqueur de la 11eb étape